# Оуэн, Ричард
Сэр Ричард Оуэн (англ. Richard Owen; 20 июля 1804, Ланкастер — 18 декабря 1892, Лондон) — английский зоолог и палеонтолог. Рыцарь-командор ордена Бани (1884). В 1888 году награждён почётной медалью Карла Линнея за продолжение линнеевских традиций в современной биологии.
Член Лондонского королевского общества (1834), иностранный член Парижской академии наук (1859; корреспондент с 1839), иностранный член-корреспондент Петербургской академии наук (1839).

## Биография
Получил медицинское образование в Эдинбургском университете. Занимал кафедру физиологии в Английском королевском хирургическом колледже и в Royal Institution; читал палеонтологию в англ. School of mines.
С 1856 года заведовал естественно-историческим отделением Британского музея.

## Научный вклад
Издал целый ряд научных работ, касающихся, главным образом, истории развития позвоночных животных. Если заключения самого Оуэна по этому вопросу не вполне непоколебимы, то, во всяком случае, сами исследования долго будут иметь большую цену. Обширные исследования в области сравнительной анатомии доставили Оуэну славу одного из знаменитейших анатомов; первостепенное значение имели также его труды об ископаемых остатках позвоночных, сопровождаемые блестящими реконструкциями ископаемых животных по частям скелета (так, Оуэн восстановил строение новозеландских моа по бедренной кости).
К числу его наиболее важных исследований относятся сравнительно-анатомические исследования зубов, скелета, мозга позвоночных, исследование скелета современных и ископаемых копытных, установление факта развития сумчатых без образования последа и отсюда введение деления млекопитающих на плацентарных и беспоследных (под термином «беспоследные», лат. Apliacentalia, подразумевались однопроходные и сумчатые, которых противополагали таким образом всем остальным млекопитающим). Большое значение имели также исследования ископаемых птиц, современных и ископаемых пресмыкающихся и земноводных, исследование анатомии наутилуса (Nautilus), анатомии плеченогих (Brachiopoda). Всего Оуэном было написано около 600 статей по анатомии.
Он первым констатировал несомненное сходство между тремя известными на то время видами динозавров и их отличие от современных рептилий, а также выделил их в особую группу (в то время подотряд). Собственно, он придумал и термин «динозавр».
Помимо частных сравнительно-анатомических и палеонтологических исследований, Оуэн знаменит тем, что к его работам восходит современное употребление понятий гомология, аналогия и архетип в сравнительных исследованиях в биологии.
В 1856 году он возглавил отдел естественной истории Британского музея. Работая на этом посту, он был одним из главных инициаторов создания лондонского Музея естественной истории (1881) — музея нового типа, вход в который был доступен всем желающим.

## Личные качества и обвинения в плагиате
По воспоминаниям современников, Ричард Оуэн отличался конфликтным, злобным, эгоистичным и мстительным характером. Известны многочисленные случаи, когда он приписывал себе открытия вымерших животных, сделанные другими людьми. В 1846 году он был пойман на том, что попытался описать белемнита, названного им в свою честь Belemnites owenii. Оказалось, что это животное уже было описано четырьмя годами ранее другим исследователем.
Используя свое влияние в Зоологическом обществе, он мог многие годы отравлять жизнь неугодным ему ученым. Особенно пострадал от него английский палеонтолог Гидеон Мантелл, открывший и описавший первого динозавра игуанодона.

## Библиография

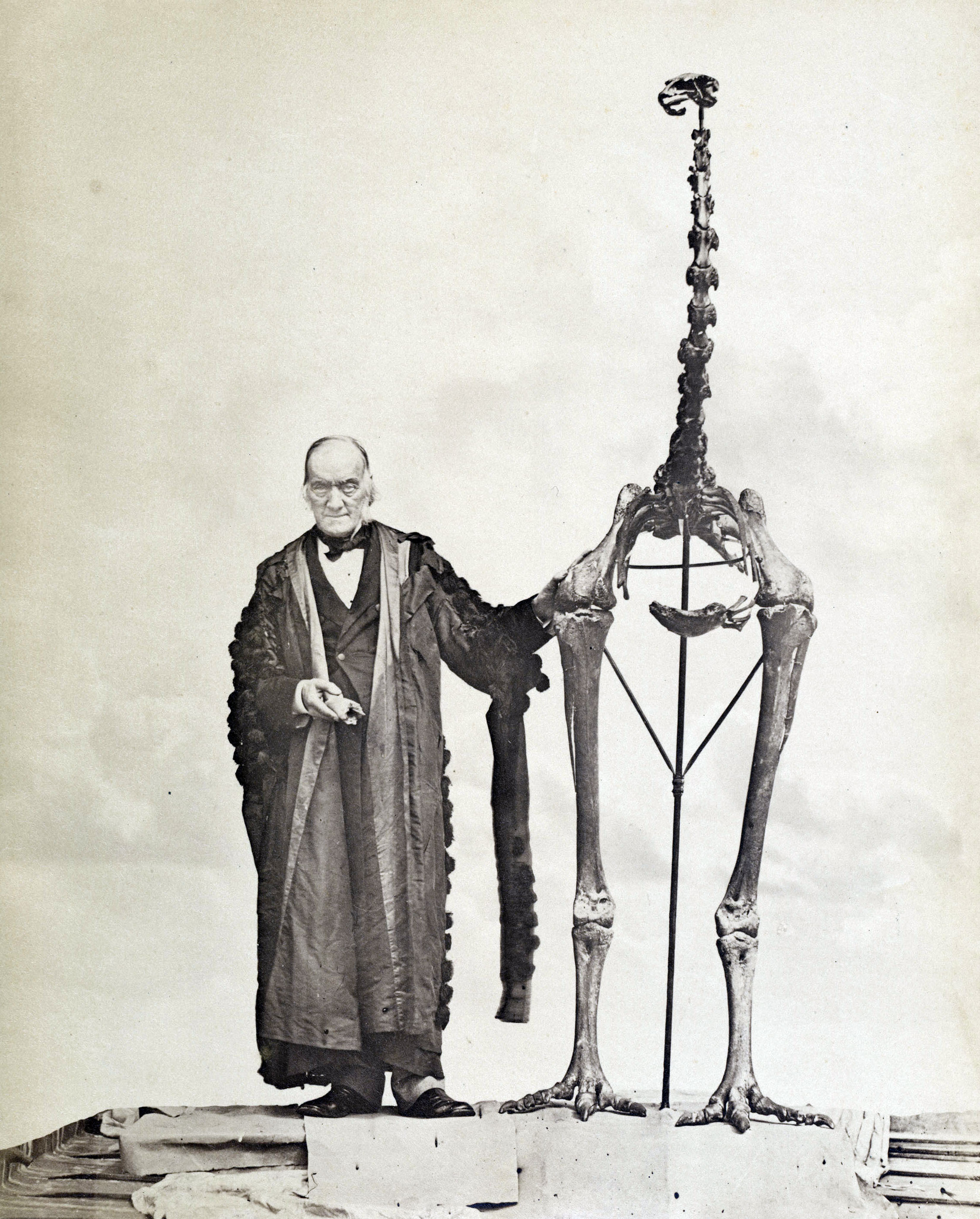
Ричард Оуэн с собранным им скелетом птицы моа (Dinornis giganteus)